# 中国人民解放军陆军洮南合同战术训练基地
中国人民解放军陆军洮南合同战术训练基地，位于吉林省洮南市黑水镇，是隶属中国人民解放军北部战区陆军的训练基地。

## 沿革
洮南训练基地的前身是黑水靶场。洮南训练基地是21世纪初中国人民解放军组建的合同战术训练基地之一，起初隶属沈阳军区。
洮南训练基地自组建之后，经常用于举办跨区演习。例如2009年，由沈阳军区、兰州军区、济南军区、广州军区参加的“跨越―2009”演习在沈阳军区洮南训练基地、兰州军区青铜峡训练基地、济南军区确山训练基地、广州军区鹿寨训练基地展开，这是中国人民解放军自建军以来举行的第一次大规模跨区实兵检验性演习。
洮南训练基地还在对外交流中发挥作用。例如2009年“和平使命-2009”中俄联合反恐军事演习在洮南训练基地举行。
2016年，在深化国防和军队改革中，洮南训练基地由中国人民解放军沈阳军区转隶中国人民解放军北部战区陆军。

## 历任领导
| 司令员 | 政治委员 |